# IC 3964
IC 3964 је појединачна звијезда у сазвјежђу Береникина коса која се налази на листи објеката дубоког неба у Индекс каталогу.
Деклинација објекта је + 27° 51' 4" а ректасцензија 12h 59m 13,6s.